# Jaszcze (Ochotnica Górna)
Jaszcze – przysiółek wsi Ochotnica Górna w Polsce, w województwie małopolskim, w powiecie nowotarskim, w gminie Ochotnica Dolna. Znajduje się po orograficznie prawej stronie rzeki Ochotnica, w głębokiej i wąskiej dolinie potoku Jaszcze. W dolinie tej są trzy przysiółki: Jaszcze, Jaszcze Duże i Jaszcze Małe. Ich zabudowania ciągną się wzdłuż wąskiego dna doliny, aż pod Przysłop w paśmie Gorca. Przysiólek Jaszcze zajmuje dolną część tej doliny, przy jej ujściu do doliny Ochotnicy. Wzdłuż potoku Jaszcze prowadzi wąska asfaltowa szosa.